# Rue de l'Entrepôt (Lille)
Pour les articles homonymes, voir Rue de l'Entrepôt.
La rue de l'Entrepôt est une voie publique urbaine de la commune de Lille dans le département français du Nord.

## Situation et accès
Située dans le quartier du Vieux-Lille, la rue de l'Entrepôt relie l'avenue du Peuple-Belge à la rue des Archives. Elle figure parmi les îlots regroupés pour l'information statistique (IRIS No 0205 - VIEUX LILLE 5) de Lille, tels que l'Insee les a établis en 1999.

## Bâtiments remarquables et lieux de mémoire

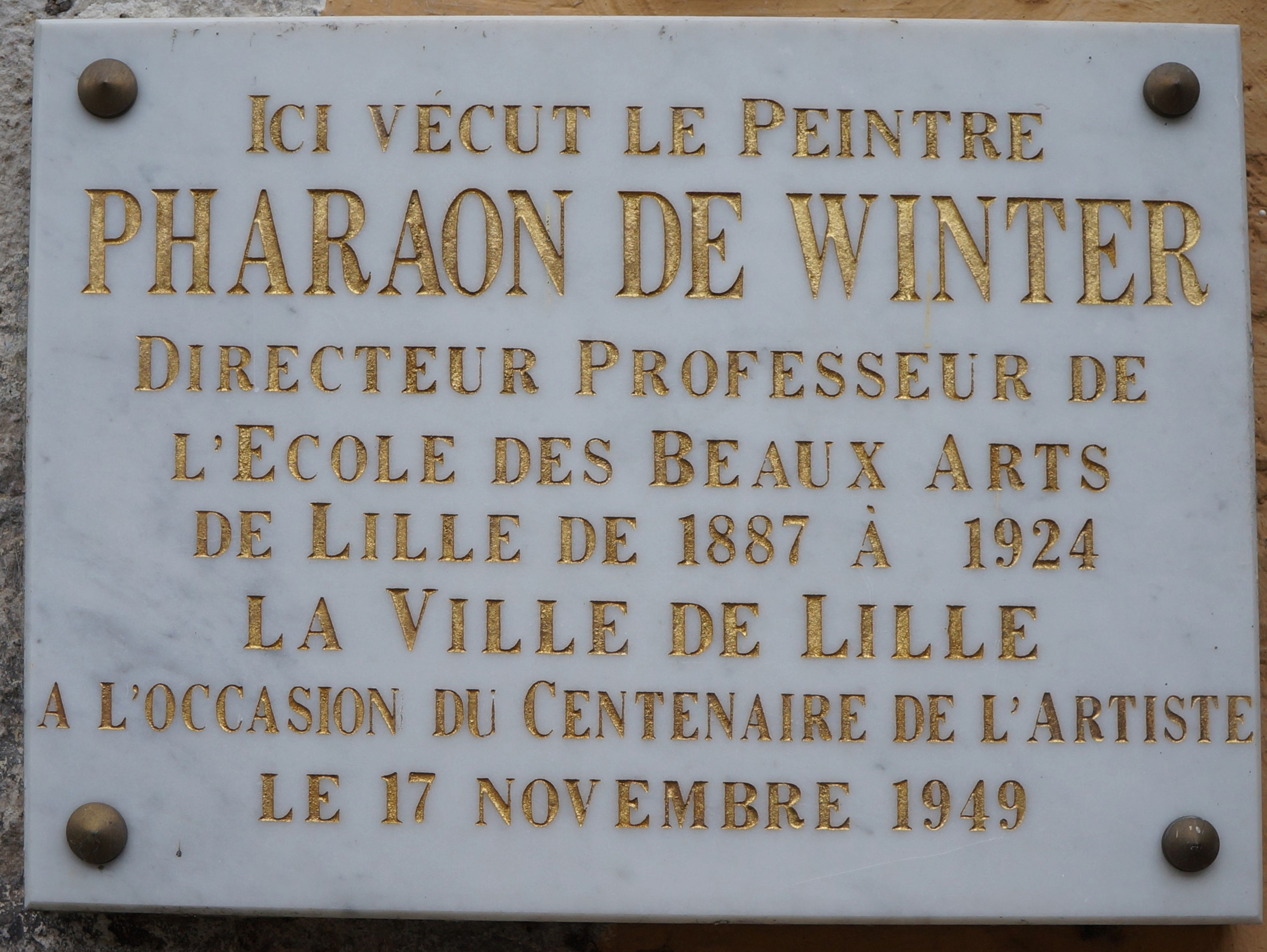
Le peintre Pharaon De Winter vécut au no 10

- Trois lots d'immeubles font partie des monuments historiques de Lille. Les immeubles situés aux nos 8bis, 10 et 14[2] par arrêté du 3 décembre 1987. Le peintre  français  Pharaon de Winter, né le 17 novembre 1849 mort à Lille le 22 juin 1924, vécut dans la maison sise au no 10.

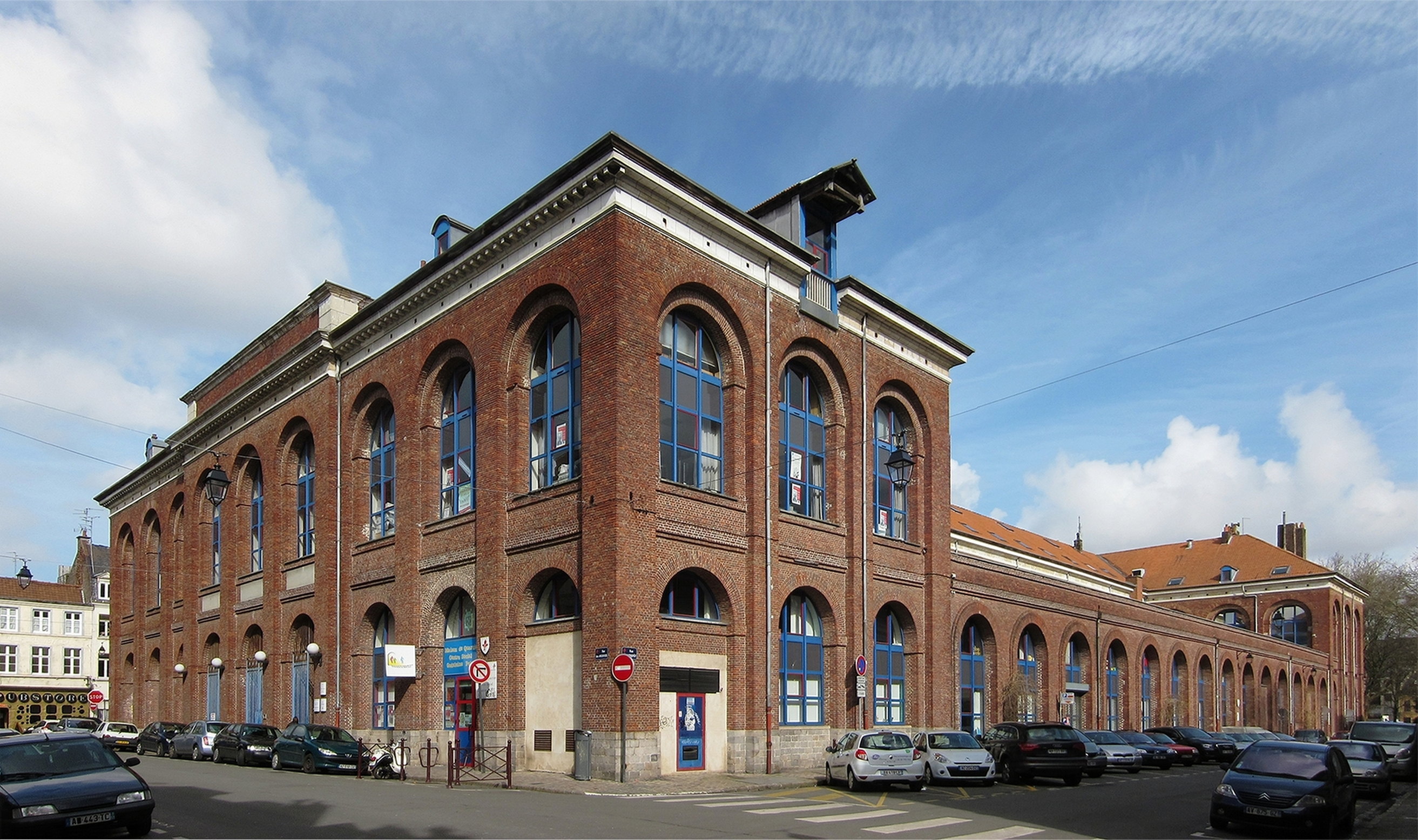
La Halle aux sucres

- La Halle aux Sucres située à l'emplacement des marchés ouverts historiques, de Lille, le marché aux bestiaux puis le marché au charbon. La halle aux Sucres servait d'entrepôt. Aujourd'hui, le complexe renferme notamment un bureau de Poste, un commissariat, le tribunal de commerce et la mairie de quartier du Vieux-Lille[3].